# 約翰·福蒂斯丘
約翰·福蒂斯丘爵士（1531或1533-1607），又称沙尔登的福蒂斯丘，英国政治家。他是阿德里安·福蒂斯丘和安妮的儿子。福蒂斯丘和他的第一个妻子有六个孩子，在他的第一个妻子去世后和第二个妻子有七个孩子。他的父亲以身殉国被册封为真福。
福蒂斯丘从1601年起一直担任兰开斯特领地总裁。1592年，伊丽莎白一世册封其为爵士。当国王詹姆斯一世登位后，福蒂斯丘主张限制他的权力，其实是为了限制对苏格兰人民的任命。这个法案没有落实，国王还将其降至财政大臣。1603年还消除了他的内阁职务。他保留了议席，但和担任兰开斯特领地总裁的时候，已经不能比了。
四年后，他去世了。
| 官衔                     | 官衔                       | 官衔                       |
| ------------------------ | -------------------------- | -------------------------- |
| 前任者： 沃尔特·迈尔德梅 | 财政大臣 1589-1603         | 繼任者： 乔治·霍姆         |
| 前任者： 亚瑟·格雷       | 白金汉领地总裁 1594-1600   | 繼任者： 弗朗西斯·福蒂斯丘 |
| 前任者： 罗伯特·塞西尔   | 兰开斯特领地总裁 1601-1607 | 繼任者： 托马斯·帕里       |
| 前任者： 弗朗西斯·古德温 | 白金汉选区议员 1588-1598   | 繼任者： 弗朗西斯·福蒂斯丘 |
| 前任者： 罗伯特·乌洛斯   | 米德尔塞克斯选区议员 1601  | 繼任者： 罗伯特·乌洛斯     |